# Resolución 41 del Consejo de Seguridad de las Naciones Unidas
La  resolución 41 del Consejo de Seguridad de las Naciones Unidas, aprobada el 28 de febrero de 1948, felicitó a ambas partes en la Revolución Nacional de Indonesia por la reciente firma de una tregua e intentos de cumplir con la Resolución 27 del Consejo de Seguridad de las Naciones Unidas. Repitió la oferta de mediación hecha en La Resolución 31 del Consejo de Seguridad y solicitó al Comité de Buenos Oficios mantenerlos informados sobre el progreso de la solución política en Indonesia.
La resolución pasó con siete votos; Colombia, Siria, la República Socialista Soviética de Ucrania y la Unión Soviética se abstuvieron.